# Tristan Thompson
Pour les articles homonymes, voir Thompson.
Tristan Trevor James Thompson, né le 13 mars 1991 à Brampton en Ontario au Canada, est un joueur canado-américain de basket-ball évoluant au poste de pivot et mesurant 2,06 m.
En 2016, il remporte son premier titre de champion NBA.

## Biographie

### Carrière lycéenne
Né de Trevor et Andrea Thompson à Brampton dans la banlieue de Toronto au Canada, Tristan Thompson est scolarisé au collège de Saint Marguerite d'Youville à Brampton. À son entrée au lycée il rejoint les États-Unis et le lycée privé de Saint Benedict à Newark dans le New Jersey.
Thompson passe son année sophomore et la moitié de son année junior à Saint Benedict, devenant l'un des jeunes les plus scrutés de sa génération et l'une des priorités de recrutement de nombreuses universités à travers le pays. En 2008, Thompson passe un premier accord verbal avec les Longhorns de l'université du Texas.
Avant de rejoindre l'université, Tristan Thompson entame son année junior à Saint Benedict. Cependant, après trente-et-une rencontres jouées cette saison, la relation entre Thompson et Dan Hurley, l'entraîneur de Saint Benedict's, se dégrade. À la suite d'une altercation lors d'un match contre les Monarchs de Mater Dei, Thompson est écarté de l'effectif. Ce dernier annonce alors sa volonté de quitter le lycée avant la fin de la saison. Courtisé par de nombreuses formations, le jeune Canadien rejoint l'équipe de Findlay Prep dans la ville de Henderson dans le Nevada dans laquelle évolue notamment son compatriote Cory Joseph. Malgré son intégration tardive à l'effectif de Findlay, Thompson a un impact immédiat sur le rendement de son équipe et lui permet en 2009 de remporter pour la première fois de son histoire le titre de champion national. Son année sénior est l'année de la confirmation, renforçant parallèlement son accord avec l'université du Texas et signant officiellement sa lettre d'intention le 11 novembre 2009. En 2010, l'intérieur mène son lycée à un second titre de champion national. Cory Joseph et lui deviennent alors les quatrième et cinquième Canadiens nommés McDonald's All-Americans. Thompson est également nommé Jordan Brand Classic All-American.

### Carrière universitaire
Tristan Thompson dispute la saison 2010-2011 sous les couleurs des Longhorns du Texas. Pour sa première saison universitaire, il cumule 13,1 points et 7,8 rebonds par match, étant le leader de son équipe en rebonds, contres, double-doubles et pourcentage aux tirs. Il est officieusement nommé MVP de son équipe par ses coéquipiers. Il remporte le titre de freshman de l'année du Big 12, la conférence dans laquelle évolue son équipe, et est nommé dans la Big 12 All-Freshman Team, dans la Big 12 All-Defensive Team ainsi que dans la All-Big 12 Second Team. À l'échelle nationale, Thompson reçoit de nombreux honneurs et est l'un des cinq finalistes du Wayman Tisdale Award, une récompense remise au freshman de l'année décernée par l'U.S. Basketball Writers Association. Sa saison permet aux Longhorns de conclure l'exercice avec un bilan de 28 victoires et 8 défaites et d'atteindre les seizièmes de finale de la March Madness.
Après avoir affiché sa volonté de poursuivre son parcours universitaire au Texas, Thompson change d'avis et décide le 21 avril 2011 de se présenter à la draft NBA, renonçant à ses trois ans d'université.

### Carrière professionnelle

#### Draft NBA
Le 23 juin 2011, Thompson est drafté en quatrième position à la draft 2011 de la NBA par les Cavaliers de Cleveland. À cette époque, il devient le basketteur canadien drafté le plus haut dans l'histoire de la NBA, avant qu'Anthony Bennett et Andrew Wiggins ne deviennent respectivement les premiers choix des drafts 2013 et 2014. Cory Joseph, son coéquipier au lycée et à l'université, est également drafté la même année en vingt-neuvième position par les Spurs de San Antonio. Cette draft est la seconde de l'histoire de la NBA dans lequel deux joueurs canadiens sont sélectionnés au premier tour. Par ailleurs, la sélection en vingt-sixième position par les Mavericks de Dallas de Jordan Hamilton permet à l'université du Texas de placer pour la première fois de son histoire trois joueurs au premier tour d'une même draft.

#### Cavaliers de Cleveland

##### Saison 2011-2012
La première saison de Tristan Thompson en NBA est marquée par le lockout 2011. À cette occasion, l'intérieur drafté par les Cavaliers retourne à l'université du Texas afin d'y achever ses études. Il signe officiellement son contrat rookie avec les Cavaliers de Cleveland le 9 décembre 2011 avant le début du camp d'entraînement. Thompson joue son premier match professionnel officiel le 26 décembre 2011 contre les Raptors de Toronto, sa ville natale. Avec un temps de jeu de 17 minutes en sortie de banc, il inscrit 12 points et prend 5 rebonds, ne pouvant empêcher la défaite de son équipe. Il réalise son premier double-double le 19 février 2012 contre les Kings de Sacramento avec 15 points et 12 rebonds. Récompensé de ses performances, il est sélectionné, au même titre que son coéquipier Kyrie Irving, pour le Rising Stars Challenge 2012.
Le 18 mars 2012, pour la première fois de sa carrière Thompson est introduit dans le cinq majeur des « Cavs » bénéficiant de la fracture d'un poignet d'Anderson Varejão. Il cumule 7 points et 6 rebonds dans la défaite de Cleveland contre les Hawks d'Atlanta. Le réel tournant de sa saison survient au match suivant lorsque Thompson guide son équipe à une victoire sur le parquet des Nets de New Jersey avec 27 points et 12 rebonds, amenant Byron Scott, l'entraîneur de Cleveland, à titulariser le Canadien jusqu'à la fin de la saison à la suite de l'indisponibilité de Varejão. Les Cavaliers ne parviennent pas à se qualifier pour les playoffs mais le rookie termine sa saison en inscrivant 10 points ou plus sur ses 16 derniers matches. Avec 8,2 points et 6,5 rebonds de moyenne en 60 matches, Thompson est nommé dans la NBA All-Rookie second team, le second cinq-majeur des rookies, devenant le premier Canadien à être nommé dans un All-Rookie team.

##### Saison 2014-2015
L'intersaison 2014 des Cavaliers est marquée par l'acquisition de LeBron James et de Kevin Love, contraignant Tristan Thompson à ne débuter que 15 rencontres dans le cinq majeur contre 82 la saison précédente et rabaissant ses statistiques à 8,5 points et 8 rebonds de moyenne. Les Cavaliers participent aux playoffs pour la première fois depuis 2010, ce qui constitue la première expérience du Canadien à ce niveau de la compétition. Profitant de la blessure à l'épaule de Kevin Love lors du premier tour, Thompson devient le titulaire des Cavaliers au poste d'ailier fort jusqu'à la fin des playoffs conclus par une défaite en finale contre les Warriors de Golden State. Agent libre à l'issue de la saison, il s'affirme comme l'un des meilleurs rebondeurs offensif de la ligue.

##### Saison 2015-2016
Le 22 octobre 2015, alors agent libre, Thompson se réengage avec les Cavaliers en paraphant un contrat 82 millions de dollars sur cinq ans. Partageant le poste de pivot titulaire avec le russe Timofeï Mozgov, il comptabilise 7,8 points et 9,0 rebonds de moyenne sur l'ensemble des 82 matches de saison régulière. Le 26 mars 2016, à l'occasion d'une victoire contre les Knicks de New York, Thompson égale le record de la franchise détenu par Jim Chones en disputant son 341e match consécutif de saison régulière. Le record est battu trois jours plus tard contre les Rockets de Houston avec un 342e match de suite. Au mois de juin, il remporte son premier titre de champion NBA avec les Cavaliers contre les Warriors de Golden State. Son équipe réalise une performance historique en devenant la première franchise à remporter le titre en sept manches après avoir été menée 1 à 3.

##### Saison 2016-2017
Le 26 décembre 2016, dans une défaite chez les Pistons de Détroit, Thompson devient le premier joueur de l'histoire de la franchise des Cavaliers de Cleveland à jouer 400 matches consécutifs de saison régulière. Blessé au pouce, il manque la rencontre du 5 avril 2017 contre les Celtics de Boston ainsi que les trois rencontres suivantes, mettant fin à une série de 447 matches disputés consécutivement en saison régulière, ce qui constituait jusqu'alors la plus grande série en cours parmi les joueurs actifs à cette période. Finalistes NBA pour la troisième saison consécutive contre les Warriors de Golden State, Thompson et le Cavaliers s'inclinent pour la seconde fois en trois ans en finale.

#### Celtics de Boston (2020-2021)
À l'intersaison 2020, il signe avec les Celtics de Boston pour un contrat de 19 millions de dollars sur deux ans.

#### Kings de Sacramento (2021-2022)
Fin juillet 2021, Tristan est transféré vers les Kings de Sacramento dans un échange à trois équipes.

#### Pacers de l'Indiana (février 2022)
En février 2022, Tristan Thompson est envoyé aux Pacers de l'Indiana avec Tyrese Haliburton et Buddy Hield contre Domantas Sabonis, Jeremy Lamb et Justin Holiday.

#### Bulls de Chicago (2022)
Une semaine après, il est coupé via un “buy-out” puis s'engage en faveur des Bulls de Chicago.

#### Condamnation par la NBA
Le 24 mars 2022, lors d'un match à la Nouvelle-Orléans, Tristan Thompson tient des propos injurieux à l'encontre d'un arbitre après avoir reçu deux fautes. Deux jours plus tard, le joueur est condamné par la NBA à 20 000 dollars d'amende.

#### Lakers de Los Angeles (avril-mai 2023)
Le 9 avril 2023, il signe aux Lakers de Los Angeles jusqu'à la fin de saison.

#### Retour aux Cavaliers (depuis 2023)
En septembre 2023, Thompson s'engage pour une saison avec les Cavaliers. Il intervient pour apporter son expérience aux pivots Evan Mobley et Jarrett Allen.
En janvier 2024, Thompson est suspendu 25 matches par la NBA pour avoir été contrôlé positif à des anabolisants,.

### Vie privée
Il a un enfant, né le 12 décembre 2016 de sa précédente relation avec Jordan Craig,.
En décembre 2017, il attend son second enfant, une fille, avec sa compagne Khloé Kardashian. Le 12 avril 2018, Khloé Kardashian accouche d'une fille. Le 13 juillet 2022, il est révélé que Khloé et Tristan vont avoir un garçon par mère porteuse,. Leur fils nait le 28 juillet 2022.
Le 3 janvier 2022, il reconnait avoir un enfant né le 1er décembre 2021 d'une relation avec Maralee Nichols alors qu'il était en couple avec Khloé Kardashian. À la suite de cette histoire, le couple se sépare.
Il obtient la nationalité américaine le 24 novembre 2020.

## Palmarès

### Carrière professionnelle
- Champion NBA en 2016 avec les Cavaliers de Cleveland.
- Finales NBA contre les Golden States Warriors en 2015, 2017 et 2018 avec les Cavaliers de Cleveland
- Champion Conférence Est de la NBA : 2015, 2016, 2017 et 2018 avec les Cavaliers de Cleveland
- Champion de la Division Centrale : 2015, 2016, 2017 et 2018 avec les Cavaliers de Cleveland

#### Distinctions personnelles
- NBA All-Rookie Second Team en 2012

### Carrière universitaire
- All-Big 12 Second Team : 2011
- Big 12 All-Defensive Team : 2011
- Big 12 Freshman of the Year : 2011
- Big 12 All-Freshman Team : 2011
- United States Basketball Writers Association (USBWA) All-District VII Team : 2011
- Wayman Tisdale Award : 2011
- USBWA Freshman All-America Team : 2011
- Médaille d'or avec le Canada Basketball U-17 2008
- Médaille d'argent avec le Canada Basketball 2011
- medaille d'argent avec le Canada Basketball en 2013
- Médaille d'argent avec le Canada Basketball 2016
- Médaille d'argent l'or de la FIBA avec les États Unis basketball (USAB) 2017

## Statistiques en carrière NBA

### Saison régulière
Les statistiques recensées par la NBA de Tristan Thompson en saison régulière sont les suivantes :
| Saison      | Équipe      | MJ  | 5D  | Min  | Pts  | Tirs  | 3 pts | LF    | Off | Def | Tot | Bp  | Int | Pd  | Ctr | Cté | Fts | Fpv | DD2 | TD3 |
| ----------- | ----------- | --- | --- | ---- | ---- | ----- | ----- | ----- | --- | --- | --- | --- | --- | --- | --- | --- | --- | --- | --- | --- |
| 2011-12     | Cavaliers   | 60  | 25  | 23,7 | 8,2  | 43,9% | 0,0%  | 55,2% | 3,1 | 3,4 | 6,5 | 1,4 | 0,5 | 0,5 | 1,0 | 1,2 | 2,2 | 2,4 | 9   | 0   |
| 2012-13     | Cavaliers   | 82  | 82  | 31,3 | 11,7 | 48,8% | 0,0%  | 60,8% | 3,7 | 5,7 | 9,4 | 1,5 | 0,7 | 1,3 | 0,9 | 1,5 | 2,9 | 3,1 | 31  | 0   |
| 2013-14     | Cavaliers   | 82  | 82  | 31,6 | 11,7 | 47,7% | 0,0%  | 69,3% | 3,3 | 5,9 | 9,2 | 1,3 | 0,5 | 0,9 | 0,4 | 1,2 | 2,3 | 3,1 | 36  | 0   |
| 2014-15     | Cavaliers   | 82  | 15  | 26,8 | 8,5  | 54,7% | -     | 64,1% | 3,3 | 4,7 | 8,0 | 1,0 | 0,4 | 0,5 | 0,7 | 0,6 | 2,3 | 2,8 | 14  | 0   |
| 2015-16     | Cavaliers   | 82  | 34  | 27,7 | 7,8  | 58,8% | -     | 61,6% | 3,3 | 5,7 | 9,0 | 0,7 | 0,5 | 0,8 | 0,6 | 0,5 | 2,5 | 2,7 | 23  | 0   |
| 2016-17     | Cavaliers   | 78  | 78  | 30,0 | 8,1  | 60,0% | 0,0%  | 49,8% | 3,7 | 5,5 | 9,2 | 0,8 | 0,5 | 1,0 | 1,1 | 0,6 | 2,3 | 2,4 | 19  | 0   |
| En carrière | En carrière | 466 | 316 | 28,7 | 9,4  | 51,5% | 0,0%  | 61,1% | 3,4 | 5,2 | 8,6 | 1,1 | 0,5 | 0,8 | 0,8 | 0,9 | 2,4 | 2,8 | 132 | 0   |

Légende :  champion NBA, MJ : matches joués, 5D : cinq de départ, Min : minutes, Pts : points, LF : lancers-francs, Off : rebonds offensifs, Def : rebonds défensifs, Tot : rebonds, Bp : balles perdues, Int : interceptions, Pd : passes décisives, Ctr : contres, Cté : tirs contrés, Fts : fautes, Fpv : fautes provoquées, DD2 : double-doubles, TD3 : triple-doubles.

### Playoffs
Les statistiques recensées par la NBA de Tristan Thompson en playoffs sont les suivantes :
| Année       | Équipe      | MJ | 5D | Min  | Pts | Tirs  | 3 pts | LF    | Off | Def | Tot  | Bp  | Int | Pd  | Ctr | Cté | Fts | Fpv | DD2 | TD3 |
| ----------- | ----------- | -- | -- | ---- | --- | ----- | ----- | ----- | --- | --- | ---- | --- | --- | --- | --- | --- | --- | --- | --- | --- |
| 2015        | Cavaliers   | 20 | 15 | 36,3 | 9,6 | 55,8% | -     | 58,5% | 4,4 | 6,4 | 10,8 | 0,8 | 0,3 | 0,5 | 1,2 | 0,4 | 2,5 | 3,7 | 9   | 0   |
| 2016        | Cavaliers   | 21 | 21 | 29,6 | 6,7 | 52,7% | -     | 57,5% | 4,1 | 4,9 | 9,0  | 0,8 | 0,4 | 0,7 | 0,9 | 0,7 | 2,6 | 3,0 | 3   | 0   |
| 2017        | Cavaliers   | 18 | 18 | 31,2 | 8,2 | 58,7% | -     | 66,7% | 3,8 | 4,5 | 8,3  | 1,2 | 0,5 | 1,4 | 0,7 | 0,6 | 2,0 | 3,1 | 2   | 0   |
| En carrière | En carrière | 59 | 54 | 32,4 | 8,1 | 55,7% | -     | 60,5% | 4,1 | 5,3 | 9,4  | 0,9 | 0,4 | 0,8 | 0,9 | 0,6 | 2,4 | 3,3 | 14  | 0   |

Légende :  champion NBA, MJ : matches joués, 5D : cinq de départ, Min : minutes, Pts : points, LF : lancers-francs, Off : rebonds offensifs, Def : rebonds défensifs, Tot : rebonds, Bp : balles perdues, Int : interceptions, Pd : passes décisives, Ctr : contres, Cté : tirs contrés, Fts : fautes, Fpv : fautes provoquées, DD2 : double-doubles, TD3 : triple-doubles.

## Records sur une rencontre en NBA
Les records personnels de Tristan Thompson en NBA sont les suivants, :
| Type de statistique        | Saison régulière | Saison régulière          | Saison régulière | Playoffs | Playoffs                   | Playoffs      |
| Type de statistique        | Record           | Adversaire                | Date             | Record   | Adversaire                 | Date          |
| -------------------------- | ---------------- | ------------------------- | ---------------- | -------- | -------------------------- | ------------- |
| Points                     | 35               | @ Pistons de Détroit      | 9 janvier 2020   | 20       | @ Celtics de Boston        | 17 mai 2017   |
| Paniers marqués            | 15               | @ Pistons de Détroit      | 9 janvier 2020   | 8        | Nets de Brooklyn           | 28 mai 2021   |
| Paniers tentés             | 20               | @ Pistons de Détroit      | 9 janvier 2020   | 13       | Nets de Brooklyn           | 28 mai 2021   |
| Paniers à 3 points réussis | 3                | Hawks d'Atlanta           | 12 février 2020  | -        | -                          | -             |
| Paniers à 3 points tentés  | 3                | 2 fois                    | 2 fois           | 1        | @ Celtics de Boston        | 23 mai 2018   |
| Lancers francs réussis     | 9                | 3 fois                    | 3 fois           | 12       | Celtics de Boston          | 21 mai 2017   |
| Lancers francs tentés      | 13               | @ Nets de Brooklyn        | 6 janvier 2017   | 15       | Celtics de Boston          | 21 mai 2017   |
| Rebonds offensifs          | 12               | @ Bulls de Chicago        | 31 octobre 2014  | 9        | 3 fois                     | 3 fois        |
| Rebonds défensifs          | 18               | Pacers de l'Indiana       | 13 avril 2025    | 14       | Warriors de Golden State   | 16 juin 2016  |
| Rebonds totaux             | 22               | Knicks de New York        | 20 janvier 2020  | 17       | @ Bulls de Chicago         | 14 mai 2015   |
| Passes décisives           | 6                | Bulls de Chicago          | 25 janvier 2020  | 5        | Warriors de Golden State   | 9 juin 2017   |
| Interceptions              | 4                | 5 fois                    | 5 fois           | 2        | 6 fois                     | 6 fois        |
| Contres                    | 5                | Bulls de Chicago          | 30 octobre 2019  | 4        | @ Nets de Brooklyn         | 1er juin 2021 |
| Balles perdues             | 6                | Timberwolves du Minnesota | 4 novembre 2013  | 4        | @ Hawks d'Atlanta          | 6 mai 2016    |
| Minutes jouées             | 48               | 76ers de Philadelphie     | 9 novembre 2013  | 47       | @ Warriors de Golden State | 4 juin 2015   |

- Double-double : 205 (dont 19 en playoffs)
- Triple-double : 0

Dernière mise à jour : 12 décembre 2023